# Christof Zernatto

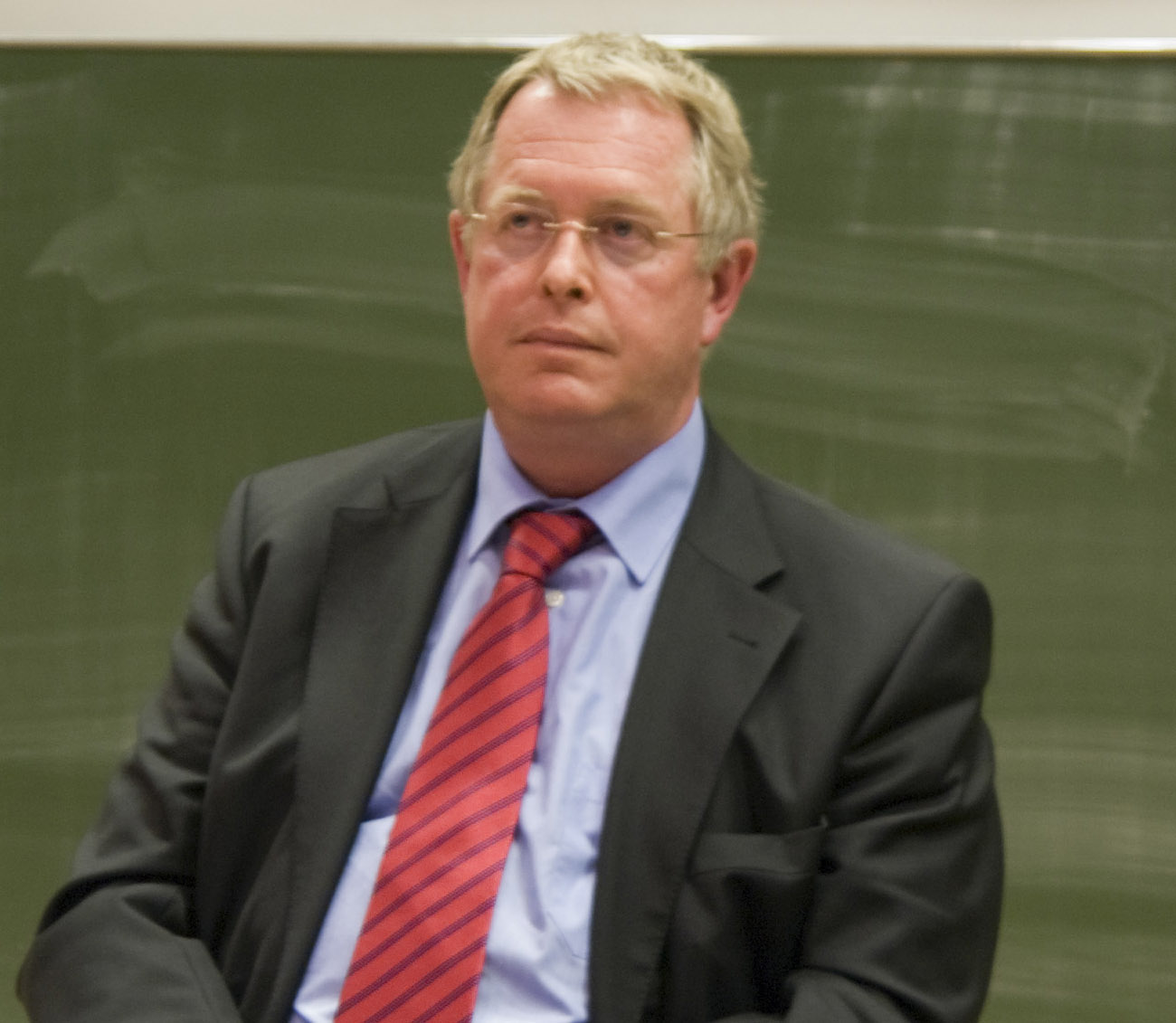
Christof Zernatto, 2008

Christof Zernatto (* 11. Juni 1949 in Wolfsberg, Kärnten) ist ein ehemaliger österreichischer Politiker (ÖVP). Er war in den Jahren 1991 bis 1999 Landeshauptmann von Kärnten.

## Leben
Christof Zernatto ist der Großneffe des Politikers Guido Zernatto. Er besuchte die Volksschule in Treffen bei Villach und das humanistische Gymnasium in Klagenfurt, wo er im Jahr 1967 maturierte. Es folgte das Studium der Rechtswissenschaften an der Universität Graz mit der Promotion zum Dr. iur. im Jahr 1973.
Zurückgekehrt nach Kärnten verbrachte er hier sein Gerichtspraxisjahr am Bezirks- und Landesgericht Klagenfurt. Es folgten zwei Jahre bei einem Steuerberater in Salzburg und einem Nahrungsmittelkonzern in Deutschland, anschließend wurde Christof Zernatto Assistent im Marketing und Vertrieb der Firma Granini in Bielefeld. Im Jahr 1976 kehrte er zurück nach Villach, wo er bis zum Jahr 1989 Marketing- und Vertriebsleiter der Firma Pomona war – einer Marmeladenfabrik, die von seinem Großvater gegründet worden war. Im Jahr 1989 wurde er Landesparteiobmann der ÖVP Kärnten, eine Funktion, die er bis zum Jahr 1999 behielt.
Seine politische Karriere begann er als Abgeordneter zum Nationalrat für die ÖVP von 1986 bis 1989. Darauffolgend wurde er Landeshauptmann-Stellvertreter in Kärnten. Als Jörg Haider (FPÖ) im Jahr 1991 einen Ausspruch über „Ordentliche Beschäftigungspolitik im Dritten Reich“ tätigte und daraufhin am 21. Juni vom Kärntner Landtag abgewählt wurde, kam die Chance für Christof Zernatto: Er wurde am 26. Juni mit den Stimmen von ÖVP und SPÖ zum Kärntner Landeshauptmann gewählt. Zernatto war der erste und bisher einzige Kärntner Landeshauptmann, welcher der ÖVP angehörte.
Bei der darauffolgenden Landtagswahl in Kärnten 1994 konnte die ÖVP leicht zulegen und bekam mit 9 Mandaten (23,8 %) wiederum den geringsten Stimmanteil der drei großen Parteien. Zunächst einigten sich FPÖ und ÖVP auf eine Koalition und die Wahl von Zernatto zum Landeshauptmann. Das Abkommen platzte allerdings noch vor der Abstimmung im Landtag. Stattdessen kam es zu einem Bündnis von SPÖ und ÖVP. Christof Zernatto wurde erneut zum Landeshauptmann gewählt.
Bei der Wahl 1999 wurde die FPÖ mit großen Zugewinnen erstmals stimmenstärkste Partei, die ÖVP mit Verlusten wie zuvor dritte. Jörg Haider wurde nun Landeshauptmann, Christof Zernatto rückte als Landtagsabgeordneter in die zweite Reihe und wurde wieder Abgeordneter zum Nationalrat.
Im Jahr 2002 legte er seine politischen Funktionen nieder und beschloss, künftig als Unternehmensberater tätig zu sein. Seit 2022 ist er Präsident des Vereins Europahaus Klagenfurt.
Zernatto ist Ehrenmitglied der katholischen Schülerverbindung K.Ö.St.V. Paulinia zu St. Paul im MKV. Darüber hinaus ist er Mitglied des Lions Club Villach und war 2023/24 dessen Präsident.

## Schriften
- Politik der radikalen Mitte. Carinthia, Klagenfurt 1998.

## Auszeichnungen
- 1997: Großes Silbernes Ehrenzeichen am Bande für Verdienste um die Republik Österreich[1]
- 2025: Ehrenbürgerschaft der Marktgemeinde Treffen am Ossiacher See[2][3]